# Paul Krugman
Paul Robin Krugman (Albany, Nueva York; 28 de febrero de 1953) es un economista estadounidense  laureado con el Premio de Ciencias Económicas del Banco de Suecia en Memoria de Alfred Nobel.  
Profesor de Economía y Asuntos Internacionales en la Universidad de Princeton, profesor centenario en Escuela de Economía y Ciencia Política de Londres, académico distinguido de la unidad de estudios de ingresos Luxembourg en el Centro de Graduados de CUNY, y columnista op-ed del periódico New York Times. 
El 13 de octubre de 2008 fue laureado con el Premio Nobel de Economía por sus contribuciones a la Nueva Teoría del Comercio y la Nueva Geografía Económica. Según el Comité que otorga el galardón, le fue entregado por el trabajo en donde explica los patrones del comercio internacional y la concentración geográfica de la riqueza, mediante el examen de los efectos de las economías de escala y de preferencias de los consumidores de bienes y servicios diversos.
Ha sido un fuerte crítico de la doctrina neoliberal y del monetarismo y un opositor de las políticas económicas de la administración de George W. Bush.
Ha escrito más de 200 artículos y 21 libros, algunos académicos y otros de divulgación. Su Economía Internacional: La teoría y política es un libro de texto estándar en la economía internacional. Ha firmado más de 750 columnas sobre temas económicos y políticos para The New York Times, Fortune y Slate.
Como comentarista, ha escrito sobre una amplia gama de asuntos económicos, incluyendo la distribución del ingreso, la economía fiscal, la macroeconomía y economía internacional. Krugman se considera a sí mismo un liberal moderno, llamando a uno de sus libros y su blog en The New York Times, "La conciencia de un Liberal". Sus ideales han atraído considerable atención, tanto positivos como negativos.

## Biografía
Nacido en Albany, Nueva York y criado en Long Island, se licenció en Economía en la Universidad de Yale en 1974. Luego obtuvo su doctorado en Economía en el Instituto Tecnológico de Massachusetts (MIT) en 1977 y fue profesor de Yale, MIT, la Escuela Económica de Londres y Stanford, antes de pertenecer al claustro de la Universidad de Princeton, donde ha estado desde el 2000.
De 1982 a 1983, fue parte del Consejo de Asesores Económicos (Council of Economic Advisers) de la administración de Reagan. Cuando Bill Clinton alcanzó la presidencia de EE. UU. en 1992, se esperaba que se le diera un puesto en el gobierno, pero ese puesto se le otorgó a Laura Tyson. Esta circunstancia le permitió dedicarse al periodismo para amplias audiencias, primero para Fortune y Slate, más tarde para The Harvard Business Review, Foreign Policy, The Economist, Harper's y Washington Monthly.
Krugman trabajó en el panel de asesores de Enron durante 1999, antes de renunciar para trabajar como columnista para el New York Times, que exigía cierta exclusividad. Dados los escándalos de Enron en 2002, este hecho ha sido una fuente de polémicas y críticas para Krugman.
Desde enero de 2000, ha sido columnista quincenal en la página de opinión del New York Times, lo que le ha convertido, en opinión del Washington Monthly, en "el más importante columnista político en Estados Unidos... ha estado casi solo analizando los más importantes hechos políticos recientes, los descosidos tejidos de los intereses de las corporaciones, clases y partidos políticos, en medio de los cuales sobresale la administración de Bush".
En septiembre de 2003, Krugman publicó una colección de sus columnas titulada The Great Unraveling (publicada en España como El gran engaño). Tomada en su totalidad, era un ataque mordaz contra las políticas económica y exterior del gobierno de Bush. Su argumentación principal se centraba en cómo el creciente déficit fiscal, generado por la disminución de impuestos, el aumento del gasto público y la guerra en Irak, a largo plazo es insostenible, y generará finalmente una crisis económica importante. El libro fue un éxito inmediato.
En 2012 Krugman publica ¡Acabad ya con esta crisis!, libro en el que expone las causas de la actual crisis económica, las respuestas equivocadas que se están tomando y las medidas que considera necesarias salir de ella, recuperando los puestos de trabajo y los derechos sociales.
Fue nombrado doctor honoris causa por la Universidad de Oxford en 2016.

## Ideas económicas influyentes
- Sus principales trabajos versan sobre finanzas y comercio internacional, creando en este campo el concepto de "nueva teoría del comercio",y en los últimos años en temas de política económica, con una actitud crítica hacia el partido republicano.
- Son importantes sus análisis sobre la nueva economía y las economías americana y japonesa.
- A principios de los años 90, popularizó el argumento de Laurence Lau y Alwyn Young de que las economías emergentes del Sureste Asiático no eran el resultado de políticas económicas de un nuevo tipo, como se había argumentado, sino que las altas tasas de crecimiento se debían a elevadas tasas de inversión de capital y aumentos espectaculares en la mano de obra (algo que, tal como explica el propio Krugman, recuerda en parte al "milagro soviético" 1945-1965). De hecho la productividad total de los factores de esos países no se incrementó, lo cual revela que tecnológicamente esas economías no han sido especialmente eficientes. Basándose en esos hechos, su predicción ha sido que la tasa de crecimiento del Sureste Asiático descenderá a medida que sea más difícil generar crecimiento a base de incrementar los inputs (en inversión y trabajo). Esa situación es similar al frenazo que sufrió la URSS a finales de la década de los 60 y su estancamiento durante los años 70 (que finalmente degeneró en decrecimiento en los años 80).
- También son muy interesantes sus trabajos sobre economía geográfica, una disciplina relativamente nueva donde se examina el efecto de que la actividad económica esté concentrada en ciudades que se expanden sobre un territorio.
- Su libro The return of depression economics (1999)[14] analizó las crisis económicas que sacudieron a diferentes países del mundo en la década de los 90. Para Krugman las crisis recientes entran en mecanismos complejos que propagan sus efectos hacia diferentes regiones del mundo y causan reacciones en cadena que provocan cambios inesperados en diversos lugares, de manera que lo que beneficia a un país puede perjudicar o fortalecer a otro. Las crisis en los 90 constituyeron una alerta que indicó que los problemas de la década de los 30 habían vuelto al escenario mundial. Krugman explicó que la demanda agregada era otra vez incapaz de aprovechar la capacidad productiva instalada, mientras los economistas neoliberales insistían en la capacidad del mercado para corregir los desequilibrios mediante la flexibilización de los salarios y los precios. Estos economistas cayeron en el error de subestimar las recesiones y se concentraron únicamente en el cambio tecnológico y en el crecimiento económico a largo plazo, mientras que en la práctica todas las economías sufren recesiones que destruyen los progresos anteriores. Krugman considera que no hay una serie de medidas recomendadas para aplicar para cualquier caso, sino que se debe responder de acuerdo con las diferentes situaciones, y además, propone analizar a fondo el carácter de las crisis, pues son evidencias de problemas estructurales que deben ser solucionados. Como sucedió en los años treinta, los cambios necesarios son obstaculizados por doctrinas dogmáticas de una ortodoxia obsoleta.
- Desde (2004), sus investigaciones se centran en las crisis económicas y cambiarias. Krugman considera que ninguna economía está exenta de caer en una recesión de dimensiones impredecibles.
- Coherente con su punto de vista, es un oponente de las políticas de austeridad, y considera que las economías de Estados Unidos, Japón y Europa están en una "trampa de liquidez", en la cual el ahorro no se convierte en inversión y cada vez que los gobiernos recortan los presupuestos públicos, contraen la economía, con lo que se disminuye la recolección de impuestos y en vez de pagar las deudas, las aumentan [cita requerida]. Considera en cambio, que un aumento de la inversión pública permitiría recuperar el empleo y reactivar la economía productiva. Así, en ¡Acabad ya con esta crisis! (2012) critica las medidas económicas impuestas por las autoridades norteamericanas y europeas y presenta alternativas concretas.

## Visión económica

### Libre comercio
Desde los años 80, Paul Krugman ha promovido el libre comercio en Estados Unidos y en los países europeos. Señala que, aunque el libre comercio ha perjudicado a las industrias, a las comunidades y a algunos trabajadores, es un sistema en el que todos ganan y que enriquece a ambas partes del acuerdo·. 
En su opinión, el déficit comercial no importa, y no se debería a la falta de protección comercial sino a la falta de ahorro interno. Además, los aranceles y las restricciones comerciales no reducen realmente el déficit comercial global. En 2000, también escribió un libro titulado La globalización no es culpable: virtudes y límites del libre comercio, en el que promueve el libre comercio diciendo que representa la paz económica, ya que el comercio es mutuamente beneficioso.
Sin embargo, en algunos de estos artículos entre 2007 y 2016, adopta posiciones contrarias. De hecho, en 2010, por ejemplo, pidió un arancel del 25% sobre las importaciones chinas a Estados Unidos:
En 2010, Paul Krugman escribe que China persigue una política mercantilista y depredadora, es decir, mantiene su moneda infravalorada para acumular excedentes comerciales utilizando el control del flujo de capital. El gobierno chino vende renminbi y compra divisas para mantener el renminbi bajo, dando al sector manufacturero chino una ventaja de costo sobre sus competidores. Los superávits de China están agotando la demanda estadounidense y ralentizando la recuperación económica en otros países con los que China comercia. Por lo tanto, admite que los déficits comerciales empobrecen a los Estados Unidos y constituyen una amenaza. Krugman escribe: "Esta es la política cambiaria más distorsionada que una gran nación ha seguido jamás". Señala que el renmenbi infravalorado equivale a imponer aranceles elevados o conceder subvenciones a la exportación. Una moneda más barata mejora el empleo y la competitividad porque encarece las importaciones y hace más atractivos los productos nacionales. Espera que los excedentes chinos destruyan 1,4 millones de puestos de trabajo estadounidenses para 2011. Propone la imposición de tasas a los productos de determinados países, como modelo para obligarles a reajustar sus monedas. Por lo tanto, pide un tipo general del 25% para los productos chinos. Por lo tanto, cree que los aranceles y las restricciones comerciales pueden reducir efectivamente el déficit comercial general. Y el déficit comercial se debe, por tanto, a la falta de protección contra China, que manipula su moneda, y no a la falta de ahorro nacional. Y añade: "vivimos actualmente en un mundo en el que el mercantilismo funciona". Por lo tanto, no se trata de un sistema en el que ambas partes se enriquecen mutuamente, sino de un sistema en el que algunos países se enriquecen a expensas de otros. Escribe: "Lo que China está haciendo es una política comercial gravemente depredadora, el tipo de cosas que se supone que se evitan con la amenaza de sanciones"... "Yo digo que tenemos que enfrentarnos al problema de frente." Explicó que en un conflicto comercial, con una economía mundial deprimida, son los países excedentarios los que tienen mucho que perder, mientras que los países deficitarios podrían ganar, incluso si hay medidas de represalia y trastornos económicos. "Las víctimas de este mercantilismo tienen poco que perder de una confrontación comercial. "Sostiene que el proteccionismo no es algo malo cuando el desempleo es alto o cuando la situación económica no es buena. Cita a Paul Samuelson: "Con un trabajo menos que lleno... todos los argumentos mercantilistas que se han desatado son válidos". Además, apoya el proteccionismo de otros países hacia China: "Otros países están tomando medidas (modestas) proteccionistas precisamente porque China se niega a dejar que su moneda suba. Y otras medidas similares son muy apropiadas".
En 2007, señaló que en el sistema de libre comercio, los salarios reales de los trabajadores menos educados están disminuyendo debido a la competencia de las importaciones a bajo precio. De hecho, los salarios caen más que los precios de importación y el problema está empeorando porque el comercio con los países de bajos salarios es cada vez más frecuente. También admite que el libre comercio tiene un efecto significativo en la desigualdad de ingresos en los países desarrollados: "Todo esto significa que ya no es seguro decir, como hace una docena de años, que los efectos del comercio sobre la distribución del ingreso en los países ricos son bastante menores. Ahora hay buenas razones para decir que son lo suficientemente grandes y cada vez más grandes...." 
En 2016, escribió que el proteccionismo no conduce a recesiones. De hecho, en una guerra comercial, dado que las exportaciones y las importaciones disminuirán por igual para el mundo en su conjunto, el efecto negativo de una disminución de las exportaciones se verá compensado por el efecto expansionista de una disminución de las importaciones. Así, según él, "las guerras comerciales son un fracaso". Además, señala que el arancel Smoot-Hawley no causó la Gran Depresión. El declive del comercio entre 1929 y 1933 "fue casi en su totalidad consecuencia de la Depresión, no una causa". Las barreras comerciales fueron una respuesta a la depresión, en parte como consecuencia de la deflación.
También admite que el déficit comercial ha perjudicado al sector manufacturero estadounidense: "No hay duda de que el aumento de las importaciones, especialmente de China, ha reducido el empleo en el sector manufacturero..., la eliminación completa del déficit comercial en los Estados Unidos en el sector de bienes manufacturados añadiría alrededor de dos millones de puestos de trabajo en este sector.
En 2016, contrario a su consejo a favor del libre comercio en los Estados Unidos, escribe: "También es cierto que una gran parte de la élite que defiende la globalización es fundamentalmente deshonesta: falsas acusaciones de inevitabilidad, tácticas alarmistas (¡el proteccionismo causa depresiones!), afirmaciones muy exageradas sobre los beneficios de la liberalización del comercio y los costos de la protección, haciéndonos olvidar los grandes efectos distributivos que los modelos estándar predicen en realidad. Espero, por cierto, que yo no haya hecho nada de eso... "Por lo tanto, el argumento de la élite a favor de un comercio cada vez más libre es en gran medida una estafa".

## Publicaciones en español
Cronología inversa de las ediciones de las obras de Krugman traducidas al español:
- 2020 - Contra los zombis. Economía, política y la lucha por un futuro mejor. ISBN: 978-84-9199-185-4. Editorial Planeta, S.A. Editorial Crítica

- 2012 - ¡Acabad ya con esta crisis! ISBN 978-84-9892-261-5, Barcelona: Editorial Planeta S. A. Editorial Crítica.
- 2011 - Fundamentos de economía (con Wells, Robin; Olney, Martha L.), ISBN 978-84-291-2633-4, Editorial Reverté, S.A.
- 2011 - Introducción a la economía: edición especial, (con Wells, Robin; Olney, Martha L.), ISBN 978-84-291-2629-7, Editorial Reverté, S.A.
- 2011 - Introducción a la economía: macroeconomía (con Wells, Robin), ISBN 978-84-291-2632-7, Editorial Reverté, S.A.
- 2010 - Introducción a la economía: microeconomía (con Wells, Robin), ISBN 978-84-291-2631-0, Editorial Reverté, S.A.
- 2010 - Economía internacional: teoría y política (con Maurice Obstfeld), ISBN 978-84-7829-080-2, Editorial Pearson Addison-Wesley
- 2009 - Economía internacional: teoría y política [Archivo de Internet](con Maurice Obstfeld), ISBN 978-84-7829-101-4, Editorial Pearson Addison-Wesley.
- 2008 - Después de Bush. ISBN 978-84-8432-208-5, Barcelona: Editorial Crítica.
- 2004 - El gran resquebrajamiento. ISBN 978-95-8047-980-2, Bogotá: Grupo Editorial Norma.
- 2004 - El Internacionalismo Moderno: La Economía Internacional y las Mentiras de la Competitividad. ISBN 978-84-8432-516-1, Barcelona: Editorial Crítica.
- 2002 - Economía internacional: teoría y política del comercio internacional (con Maurice Obstfeld), ISBN 978-84-7829-064-2, Editorial Pearson Addison-Wesley
- 2001 - Economía internacional: teoría y política, (con Maurice Obstfeld), ISBN 978-84-481-2481-6 , Editorial McGraw-Hill / Interamericana de España, S.A.
- 2001 - Economía internacional: teoría y política [Archivo de Internet](con Maurice Obstfeld), ISBN 978-84-7829-043-7, Editorial Pearson Addison-Wesley
- 2000 - El Retorno de la Economía de la Depresión. ISBN 84-8432-047-2, Barcelona: Editorial Crítica.
- 2000 - La globalización de la economía y las crisis financieras, ISBN 978-84-89748-63-7, Editorial Fundación Pedro Barrié de la Maza
- 2000 - Economía espacial: las ciudades, las regiones y el comercio internacional (con Masahisa Fujita y Anthony J. Venables), ISBN 978-84-344-2160-8 Editorial Ariel, S.A.
- 2000 - Vendiendo prosperidad, ISBN 978-84-344-1411-2, Editorial Ariel.
- 1999 - Economía internacional: teoría y política, (con Maurice Obstfeld), ISBN 978-84-481-2481-6 , Editorial McGraw-Hill / Interamericana de España, S.A.
- 1999 - Internacionalismo pop. ISBN 978-95-8045-232-4, Bogotá: Grupo Editorial Norma.
- 1998 - La era de las expectativas limitadas, ISBN 978-84-344-1432-7, Editorial Ariel.
- 1997 - Desarrollo, geografía y teoría económica, ISBN 978-84-85855-82-7, Antoni Bosch Editor, S.A.
- 1997 - La organización espontánea de la economía, ISBN 978-84-85855-81-0, Antoni Bosch Editor, S.A.
- 1995 - Economía internacional. ISBN 978-84-481-1616-3, Editorial McGraw-Hill / Interamericana de España, S.A.
- 1995 - Economía internacional: teoría y política, ISBN 978-84-481-1694-1, Editorial McGraw-Hill / Interamericana de España, S.A.
- 1993 - Economía internacional: teoría y política, (con Maurice Obstfeld), ISBN 978-84-481-1955-3, Editorial McGraw-Hill / Interamericana de España, S.A..
- 1992 - Geografía y comercio, ISBN 978-84-85855-64-3, Editorial Antonio Bosch Editor, S.A.
- 1991 - La era de las expectativas limitadas, ISBN 978-84-344-1404-4, Editorial Ariel

## Publicaciones en inglés
Libros (como autor y coautor)
- The Spatial Economy – Cities, Regions and International Trade (July 1999), with Masahisa Fujita and Anthony Venables. MIT Press, ISBN 0-262-06204-6
- The Self Organizing Economy (February 1996), ISBN 1-55786-698-8
- EMU and the Regions (December 1995), with Guillermo de la Dehesa. ISBN 1-56708-038-3
- Development, Geography, and Economic Theory (Ohlin Lectures) (September 1995), ISBN 0-262-11203-5
- Foreign Direct Investment in the United States (3rd Edition) (February 1995), with Edward M. Graham. ISBN 0-88132-204-0
- World Savings Shortage (September 1994), ISBN 0-88132-161-3
- What Do We Need to Know About the International Monetary System? (Essays in International Finance, No 190 July 1993) ISBN 0-88165-097-8
- Currencies and Crises (June 1992), ISBN 0-262-11165-9
- Geography and Trade (Gaston Eyskens Lecture Series) (August 1991), ISBN 0-262-11159-4
- The Risks Facing the World Economy (July 1991), with Guillermo de la Dehesa and Charles Taylor. ISBN 1-56708-073-1
- Has the Adjustment Process Worked? (Policy Analyses in International Economics, 34) (June 1991), ISBN 0-88132-116-8
- Rethinking International Trade (April 1990), ISBN 0-262-11148-9
- Trade Policy and Market Structure (March 1989), with Elhanan Helpman. ISBN 0-262-08182-2
- Exchange-Rate Instability (Lionel Robbins Lectures) (November 1988), ISBN 0-262-11140-3
- Adjustment in the World Economy (August 1987) ISBN 1-56708-023-5
- Market Structure and Foreign Trade: Increasing Returns, Imperfect Competition, and the International Economy (May 1985), with Elhanan Helpman. ISBN 0-262-08150-4

Libros (editados o coeditados)
- Currency Crises (National Bureau of Economic Research Conference Report) (September 2000), ISBN 0-226-45462-2
- Trade with Japan: Has the Door Opened Wider? (National Bureau of Economic Research Project Report) (March 1995), ISBN 0-226-45459-2
- Empirical Studies of Strategic Trade Policy (National Bureau of Economic Research Project Report) (April 1994), co-edited with Alasdair Smith. ISBN 0-226-45460-6
- Exchange Rate Targets and Currency Bands (October 1991), co-edited with Marcus Miller. ISBN 0-521-41533-0
- Strategic Trade Policy and the New International Economics (January 1986), ISBN 0-262-11112-8

Manuales sobre economía
- Economics: European Edition (Spring 2007), with Robin Wells and Kathryn Graddy. ISBN 0-7167-9956-1
- Macroeconomics (February 2006), with Robin Wells. ISBN 0-7167-6763-5
- Economics, first edition (December 2005), with Robin Wells. ISBN 1-57259-150-1
- Economics, second edition (2009), with Robin Wells. ISBN 0-7167-7158-6
- Microeconomics (March 2004), with Robin Wells. ISBN 0-7167-5997-7
- International Economics: Theory and Policy, with Maurice Obstfeld. 7th Edition (2006), ISBN 0-321-29383-5; 1st Edition (1998), ISBN 0-673-52186-9

Libros de divulgación
- End This Depression Now! (April 2012) ISBN 0-393-08877-4
  - Un llamado a estimular la economía y terminar con los dogmas de la austeridad
- The Return of Depression Economics and the Crisis of 2008 (December 2008) ISBN 0-393-07101-4
  - Actualización de su libro sobre la Economía de la Depresión.
- The Conscience of a Liberal (October 2007) ISBN 0-393-06069-1
- ''The Great Unraveling: Losing Our Way in the New Century (September 2003) ISBN 0-393-05850-6
  - Libro que compila sus columnas en The New York Times sobre política económica.
- Fuzzy Math: The Essential Guide to the Bush Tax Plan (May 4, 2001) ISBN 0-393-05062-9
- The Return of Depression Economics (May 1999) ISBN 0-393-04839-X
  - Consideraciones sobre el prolongado estancamiento de Japón, la crisis financiera asiática, los problemas de América latina y la reducción de la demanda agregada en Estados Unidos.
- The Accidental Theorist and Other Dispatches from the Dismal Science (May 1998) ISBN 0-393-04638-9
  - Colección de ensayos a partir de sus escritos en Slate.
- Pop Internationalism (March 1996) ISBN 0-262-11210-8
- Peddling Prosperity: Economic Sense and Nonsense in an Age of Diminished Expectations (April 1995) ISBN 0-393-31292-5
  - Historia del pensamiento económico desde los primeros rumores de revuelta contra el keynesianismo.
- The Age of Diminished Expectations: U.S. Economic Policy in the 1990s (1990) ISBN 0-262-11156-X
  - A "manual" sobre las principales cuestiones políticas en torno a la economía.
  - Revised and Updated, January 1994, ISBN 0-262-61092-2
  - Third Edition, August 1997, ISBN 0-262-11224-8

## Premios
- Medalla John Bates Clark otorgada por la American Economic Association (1991)
- Príncipe de Asturias de Ciencias Sociales (2004)
- Premio del Banco de Suecia en Ciencias Económicas en memoria de Alfred Nobel (2008).